# Punomoć
Punomoć je ovlaštenje za zastupanje što ga opunomoćitelj pravnim poslom daje opunomoćeniku. Postojanje i opseg punomoći nezavisni su od pravnog odnosa na temelju kojega je punomoć dana. Opunomoćenik može poduzimati samo one pravne poslove za čije je poduzimanje ovlašten.